# Mot (dios semítico)
Mot es una deidad semítica de la muerte, el inframundo, de la aridez y el calor del verano. Formaba parte del panteón canaanita, pero también fue adorado en Ugarit y Fenicia. Hijo de la deidad El, es antagonista de Baal que es dios de la lluvia y la fertilidad en la mitología de Asia Menor a quien declara la guerra y asesina para robarle su trono divino. Mot, a su vez, es asesinado por Anat, hermana de Baal, quien también es resucitado por aquella.
La palabra mot (de la raíz «m-t», y ésta, a su vez de «mwt»), significa «muerte» en el idioma ugarítico.